# Natrenovation
Natrenovation var den første affaldstype, der blev lavet faste indsamlingsordninger for i København.
Begrebet dækker over latrinaffald, som natmændene indsamlede mens resten af byen sov, og de ikke generede så mange med lugten.
Senere begyndte man også at indsamle andet affald fra husstandene, og da dette var dagarbejde, blev det til dagrenovation.
Latrinspandene fra København blev kørt til en rensestation på Amager, og det er herfra navnet Lorteøen stammer.
I dag afvikles ordningen i København, og R98 har kun en enkelt bil til at servicere de tilbageværende kunder på området, typisk kolonihaveforeninger uden etableret kloaknet.